# 斯捷帕尼夫卡 (切梅里夫齊區)
48°52′46″N 26°27′21″E / 48.87944°N 26.45583°E
斯捷帕尼夫卡（烏克蘭語：Степанівка）是位於烏克蘭西部赫梅利尼茨基州裏卡緬涅茨-波多利斯基區的村莊，處於巴季若克河畔，面積1.83平方公里，海拔高度239米，2001年人口757。